# Montegranaro
Montegranaro là một đô thị tại tỉnh Ascoli Piceno ở vùng Marche, cách khoảng 45 km về phía nam của Ancona và khoảng 45 km về phía bắc của Ascoli Piceno. Đến thời điểm ngày 31 tháng 12 năm 2004, đô thị này có dân số là 12.934 người và diện tích là 31,3 km².
Montegranaro giáp các đô thị: Monte San Giusto, Monte San Pietrangeli, Monte Urano, Montecosaro, Morrovalle, Sant'Elpidio a Mare, Torre San Patrizio.